# Tomasz Wojdacz
Tomasz Kazimierz Wojdacz (ur. 21 lipca 1980 roku w Jaśle) – naukowiec zajmujący się epigenetyką i epigenetyką kliniczną. Doktor habilitowany nauk medycznych, profesor Pomorskiego Uniwersytetu Medycznego w Szczecinie i Uniwersytetu w Aarhus w Danii. Autor i współautor wielu publikacji naukowych. Redaktor jednego z najwyżej punktowanych czasopism w dziedzinie epigenetyki klinicznej – Clinical Epigenetics.
Jest prezesem i jednym z założycieli Międzynarodowego Towarzystwa Epigenetyki Molekularnej i Klinicznej z siedzibą w Szczecinie (International Society for Molecular and Clinical Epigenetics isMOCLEP), które corocznie organizuje jedną z największych międzynarodowych konferencji epigenetycznych na świecie, Międzynarodową Konferencję Epigenetyki Klinicznej- Clinical Epigenetics International Conference
Tomasz K. Wojdacz jest jednym z twórców Regionalnego Centrum Medycyny Cyfrowej PUM.  RCMC to innowacyjny projekt, który ma na celu stworzenie platformy do integracji i analizy danych biomedycznych. 
Dr Wojdacz jest popularyzatorem dziedziny nauki, jaką jest epigenetyka oraz entuzjastą współpracy świata nauki z przemysłem medycznym i biotechnologicznym. Przykładem tego, jest firma MethylDetect ApS, którą założył a która bazuje na własności intelektualnej wypracowanej w swojej pracy naukowej.

## Kariera Naukowa
Karierę naukową rozpoczął jeszcze przed studiami doktoranckimi w Peter MacCallum Cancer Centre w Melbourne w Australii.
Tytuł doktora nauk medycznych otrzymał na Uniwersytecie w Aarhus w roku 2010, pracując w tamtejszym Instytucie Biomedycyny, gdzie piastuje do dziś stanowisko profesora honorowego.
Habilitację otrzymał na Pomorskim Uniwersytecie Medycznym w Szczecinie, gdzie obecnie prowadzi zespół naukowy – Samodzielną Pracownię Epigenetyki Klinicznej. 

## Nagrody i wyróżnienia
Laureat Maria Skłodowska-Curie Fellowship, które odbył w Aarhus Institute of Advanced Studies w Danii.
Laureat Talent Prize przyznawanej przez Fundację Lundbeck, za osiągnięcia naukowe przed 30 rokiem życia.
Tomasz K. Wojdacz otrzymał również prestiżową nagrodę Reinholdt W. Jorck og Hustrus Fond Pris, przyznawaną przez duńską branżę gospodarczą  za osiągnięcia w dziedzinie komercjalizacji badań naukowych.